# St. Laurentius (Kirchheim, Thüringen)

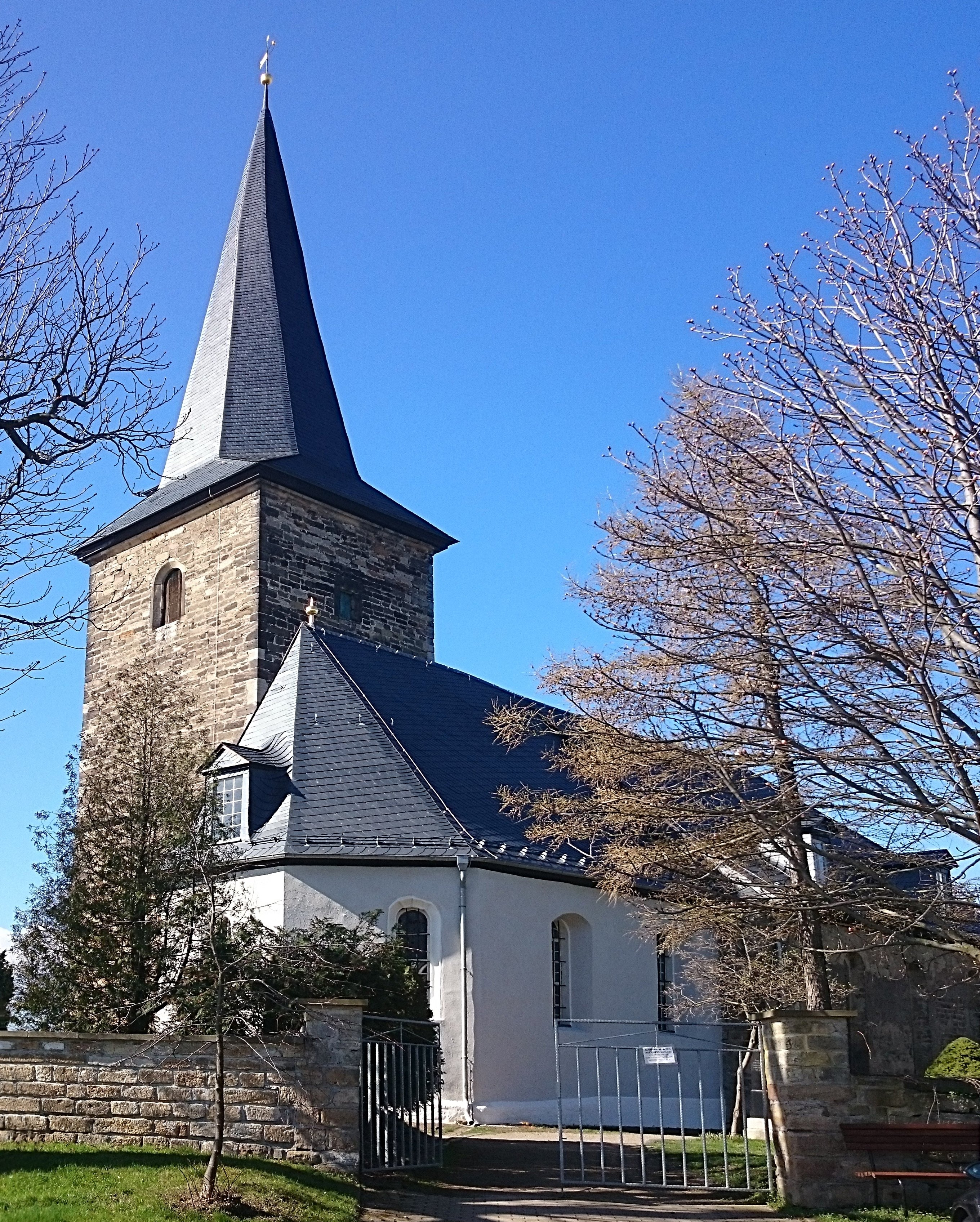
St.-Laurentius-Kirche

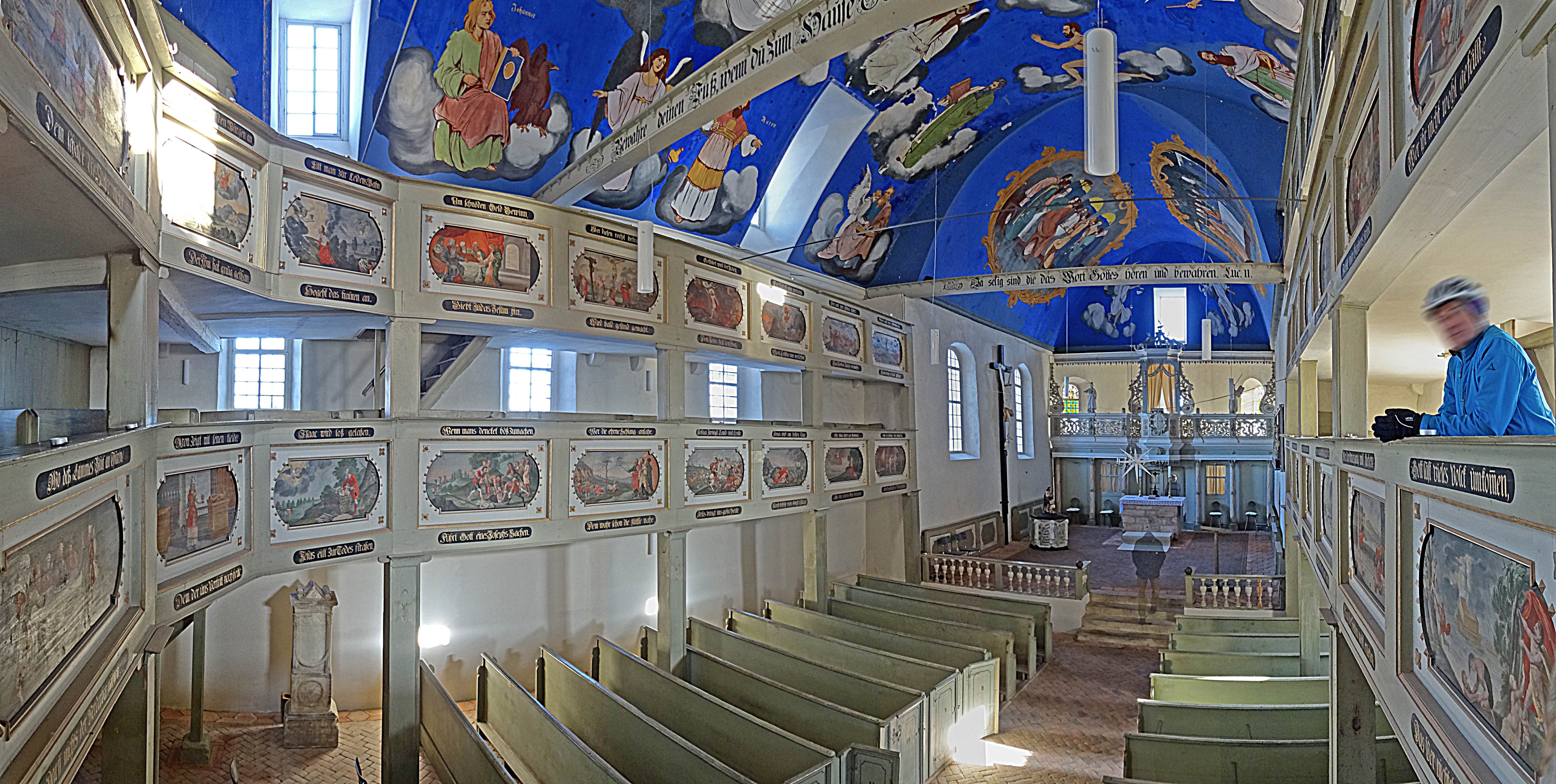
Innenraum-Panorama

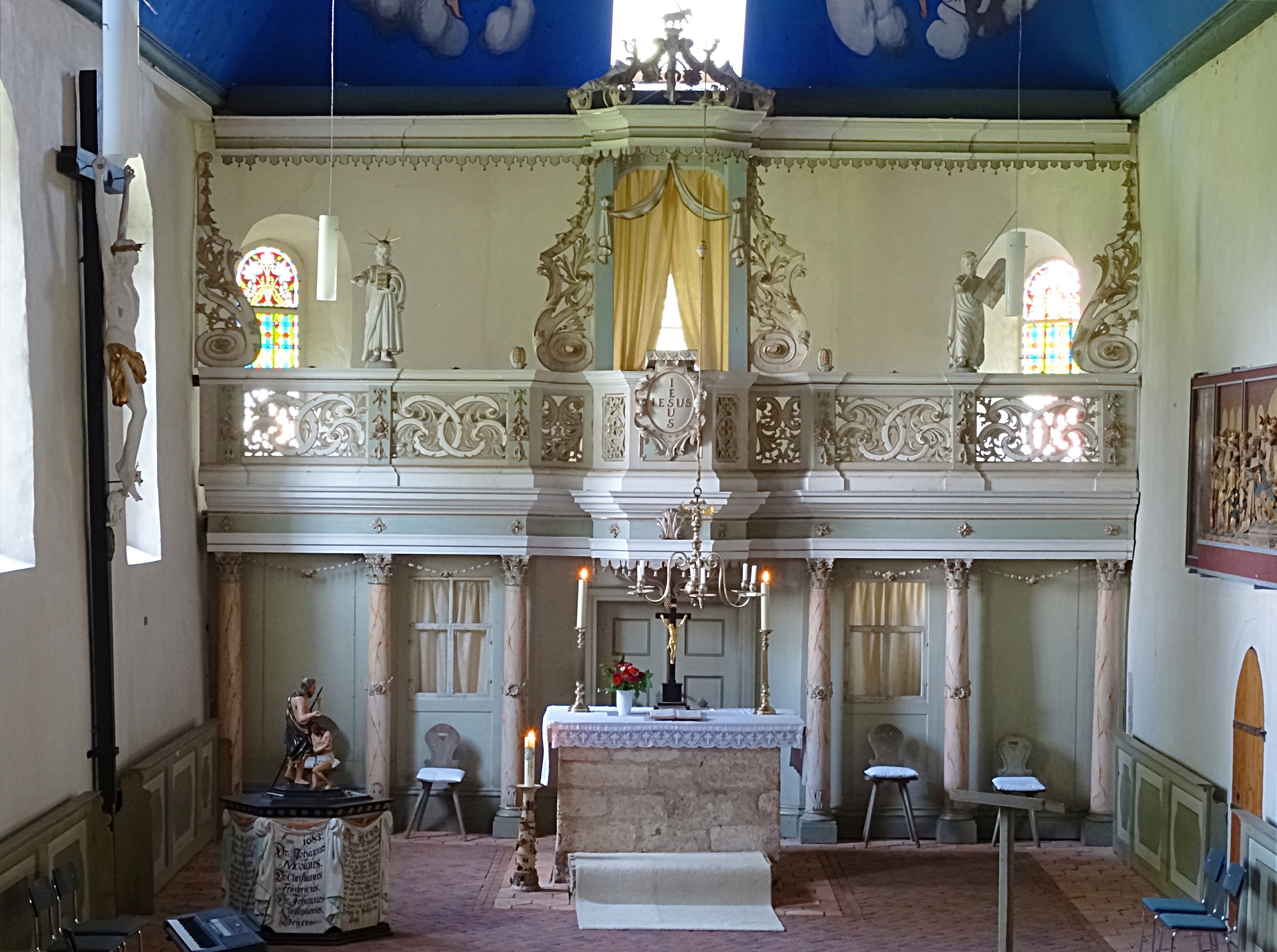
Kruzifix und Kanzelaltar

Die evangelische Dorfkirche St. Laurentius steht im Ortsteil Kirchheim der Gemeinde Amt Wachsenburg im Ilm-Kreis in Thüringen. Sie gehört zum Kirchspiel Egstedt im Kirchenkreis Erfurt der Evangelischen Kirche in Mitteldeutschland.

## Geschichte
Im Mittelalter lebte das Dorf Kirchheim mit seinen fruchtbaren Äckern gut vom Waidanbau. Sieben Waidmühlen konnten betrieben werden. Es lag an einer Handelsstraße und verfügte über einige Ausspannen für Handelsreisende.
Am Nordrand von Kirchheim erhebt sich die romanische Saalkirche. Sie stammt aus dem 12. Jh. und ist dem Heiligen Laurentius geweiht. Der Turm wurde um 1500 im spätgotischen Stil ergänzt. Der Bau weist einen gleichaltrigen, halbachteckigen Altarraum auf. Das alte Kirchenschiff des ursprünglich romanischen Gebäudes musste um 1696 abgerissen werden, da es sich in einem sehr schlechten Zustand befand, wahrscheinlich befinden sich aber noch heute Teile des mittelalterlichen Mauerwerks im Gebäude. Der Neubau wurde 1699 bei Melchior Make in Auftrag gegeben und sollte nach Vorbild der Kaufmannskirche in Erfurt erfolgen. Mit dem Neubau, der 1706 beendet war, fand eine deutliche Barockisierung von St. Laurentius statt. Die biblischen Darstellungen an den Emporen stammen aus dieser Zeit. Der Saal ist mit einem angeschrägten Sockel und je drei flachbogigen barocken Fenstern an den Langseiten ausgestaltet.
An der Außenwand befindet sich ein Relief der Bibelszene im Garten Gethsemane, das wahrscheinlich von der aufgegebenen Kirche stammt. Es zeigt den im Gebet knienden Jesus am Ölberg, dem ein Engel den Kelch reicht. Vor dem Hintergrund von Palmen und einem Fluss sind drei schlafende Jünger zu sehen.
Gefördert von der Stiftung KiBa wurden von 2009 bis 2016 umfangreiche Erhaltungs- und Restaurierungsmaßnahmen im Innen- und Außenbereich durchgeführt. Turm und Dach wurden mit Schiefer eingedeckt. Die Laurentius-Kirche errang im KiBa-Wettbewerb den ersten Platz von insgesamt zwölf zur Wahl stehenden Kirchen und wurde Kirche des Jahres 2015.

## Ausstattung

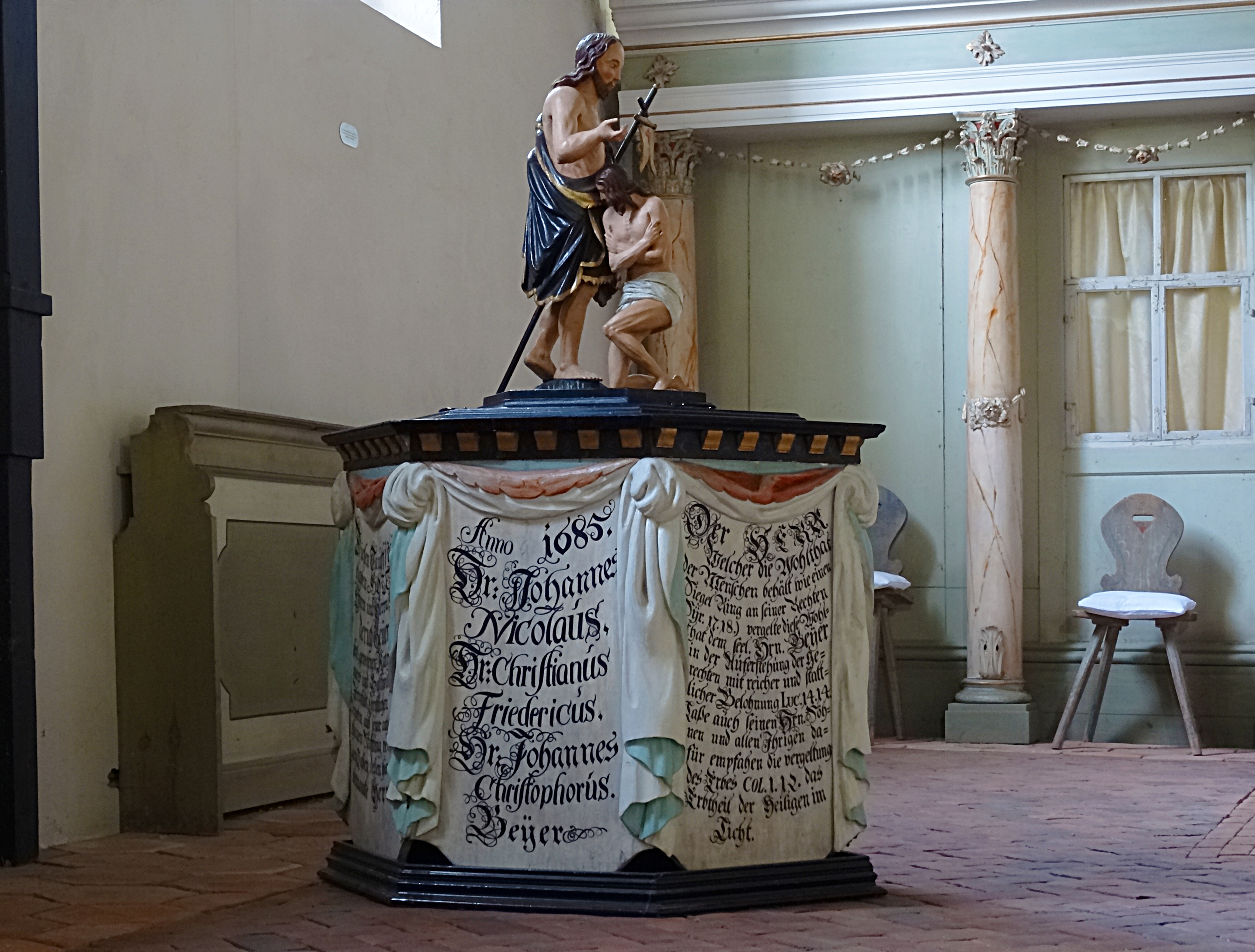
Taufstein

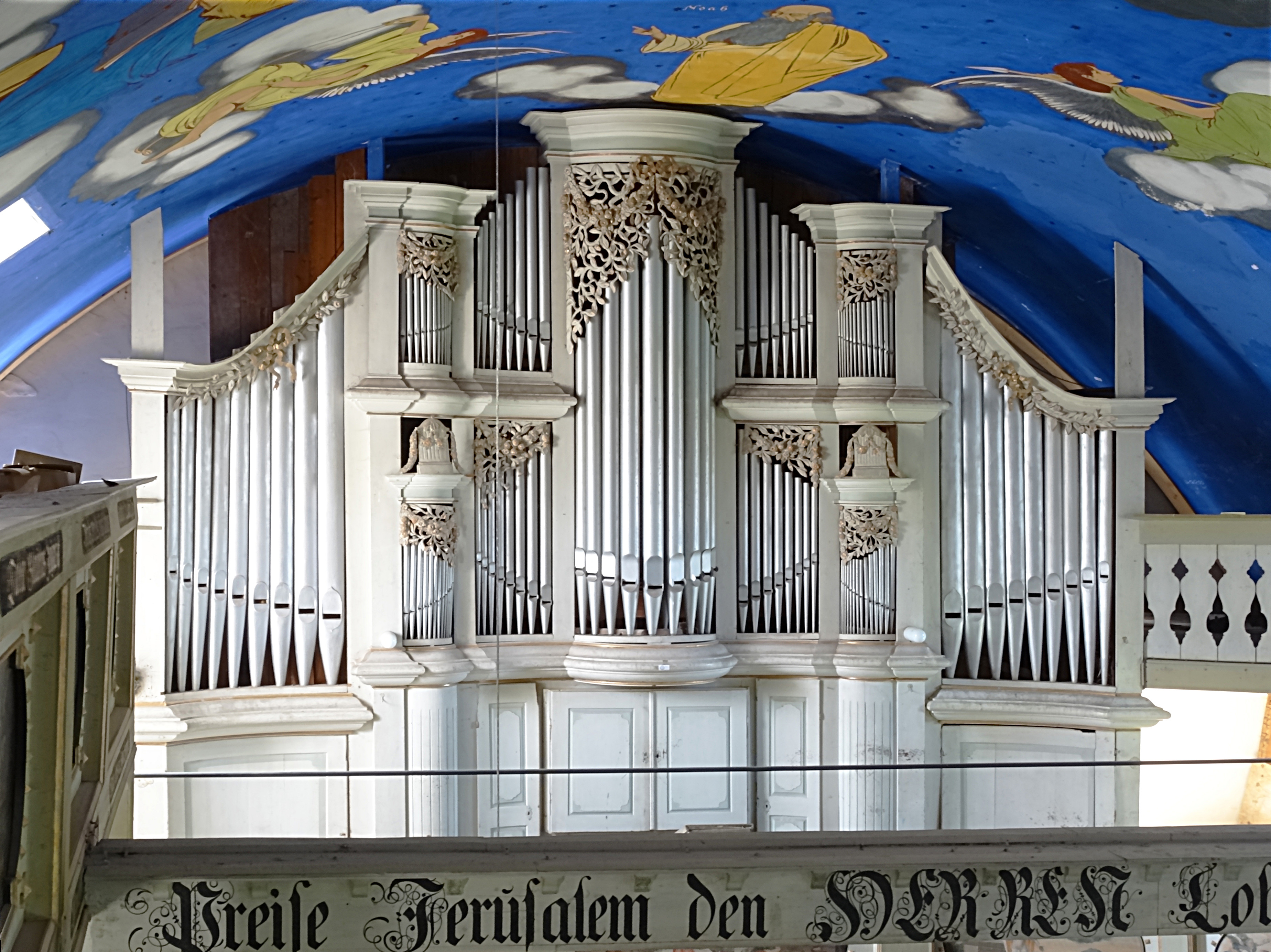
Die Wagner-Orgel

Die Emporen, zwei davon im Halboval, eine dritte an der Nordseite, sind von viereckigen Pfosten getragen. Ihre Brüstungsfelder sind mit alttestamentlichen Szenen, Stationen aus der Passion Christi und Szenen aus der Apostelgeschichte bemalt. An der nördlichen Chorwand hängt ein spätgotisches Kruzifix mit lebensgroßer Christusfigur aus dem 17. Jh. Der kunstvoll gestaltete Taufstein wurde im Jahr 1685 von den Brüdern Beyer aus Arnstadt gestiftet. Die Abdeckung ist mit Johannes dem Täufer bei der Taufe Jesu versehen. Der barocke Kanzelaltar geht auf das Jahr 1742 zurück. Er nimmt die gesamte Breite des Chores im Osten ein. Auf der Balustrade stehen nördlich Jesus, der auf das Kreuz zeigt und südlich Moses mit den Gesetzestafeln. Langhaus und Chor wurden 1898 von Ernst Liebermann in kräftigen Farben mit biblischen Szenen und Figuren ausgemalt. Die ursprünglich goldenen Sterne sind inzwischen oxydiert und fast nicht mehr zu sehen.
Das älteste Ausstattungsstück ist ein spätgotischer Schnitzaltar mit bemalten Außenflügeln, der um 1440 in einer Erfurter Werkstatt entstanden sein soll. Auf ihm sind die Krönung Marias durch Christus sowie einzelne Heiligenfiguren zu sehen.
Die Orgel haben die Gebrüder Wagner aus Schmiedefeld 1800 geschaffen.